# Silvester III.
Silvester III. (vorher Giovanni de’ Crescenzi Ottaviani oder Johannes, Bischof von Sabina); † vor Oktober 1063; wurde nach der Vertreibung Benedikts IX. auf Betreiben seiner um die Jahrtausendwende Rom beherrschenden Patrizierfamilie der Crescentier am 13. oder 20. Januar 1045 zum Papst gewählt.
Die Partei der Crescentier hatte ihre Macht 1012 an das Geschlecht der Tuskulaner verloren und wollte mit der Papsterhebung Silvesters ihren Einfluss zurückgewinnen. Johannes Bischof von Sabina, wie Silvester vor seiner Papstwahl hieß, scheint die Wahl nur widerwillig angenommen zu haben, da er annehmen musste, dass Benedikt über eine immer noch zahlreiche Anhängerschaft verfügte. Andere Quellen berichten, Silvester III. habe sein Amt erkauft.
Tatsächlich wurde Silvester auf der am 20. Dezember 1046 beginnenden Synode von Sutri durch die Partei der Tuskulaner zum »Eindringling« erklärt, am 24. Dezember abgesetzt und zu Klosterhaft verurteilt.
Die Verurteilung scheint jedoch aufgehoben worden zu sein, da er noch bis zu seinem Tode sein Bistum Sabina verwaltete.
Von verschiedenen Quellen wird Silvester III. sowohl als legitimer Papst als auch als Gegenpapst bezeichnet. Eine genaue Klärung der Legitimität seines Pontifikats ist nicht möglich.